# Jararaja
Jararaja je slovenska glasbena skupina, ki je nastala leta 2002.

## O skupini
Jararaja na samosvoj način pristopa predvsem k slovenski ljudski glasbi. Igrajo na akustične inštrumente, a s svojo iskrivostjo in žarom dajejo ljudski glasbi prepoznaven pečat, ki jo na nastopih približa in vedno zbudi zanimanje tudi med mlajšimi. Na repertoarju skupine so pustile prepoznaven vtis tudi glasbe sveta, opazni pa so tudi vplivi jazza in rocka. V svojem glasbenem delovanju se čedalje bolj se posvečajo lastni avtorski glasbi. Poleg velikega števila nastopov po Sloveniji gostujejo tudi po svetu. Večino gostovanj je skupina opravila pod okriljem Slovenske turistične organizacije in Urada Vlade Republike Slovenije za informiranje, še posebej v obdobju vključevanja Slovenije v Evropsko unijo, ko je Jararaja nosila slovensko pesem prek domačih meja.

## Zasedba
- Gregor Budal: klarinet, glas
- Vasilij Centrih: violina, glas
- Janez Dovč: harmonika, glas
- Petra Trobec: kontrabas, glas

## Diskografija
- Jara raja (2006), koncertni album (COBISS)
- Jararajanje z gosti (2006), video posnetek koncerta iz Križank (COBISS)